# Békouré
Békouré est une localité située dans le département de Bitou de la province du Boulgou dans la région Centre-Est au Burkina Faso.

## Géographie
Békouré est traversée par la route nationale 16.

## Démographie
| 2003  | 2006  | 2012 |
| ----- | ----- | ---- |
| 2 676 | 3 270 | -    |

## Santé et éducation
Le centre de soins le plus proche de Békouré est le centre médical (CM) de Bitou tandis que le centre médical avec antenne chirurgicale (CMA) de la province se trouve à Tenkodogo.
Békouré possède une école primaire publique. En 2018, d'après le quotidien français Le Monde, cette école primaire « sous paillotte » accueille 375 élèves.